# Гоплофонеус
Гоплофонеус, также гоплофоней (лат. Hoplophoneus, от др.-греч. ὅπλον «оружие» и φονεύς «убийца») — род вымерших кошкообразных животных из семейства нимравид, или «ложных саблезубых кошек», подсемейства гоплофонины, являвшийся североамериканским эндемиком и живший на Земле с позднего эоцена по ранний олигоцен, около 30 миллионов лет назад.

## Таксономия

### История открытия и наименования

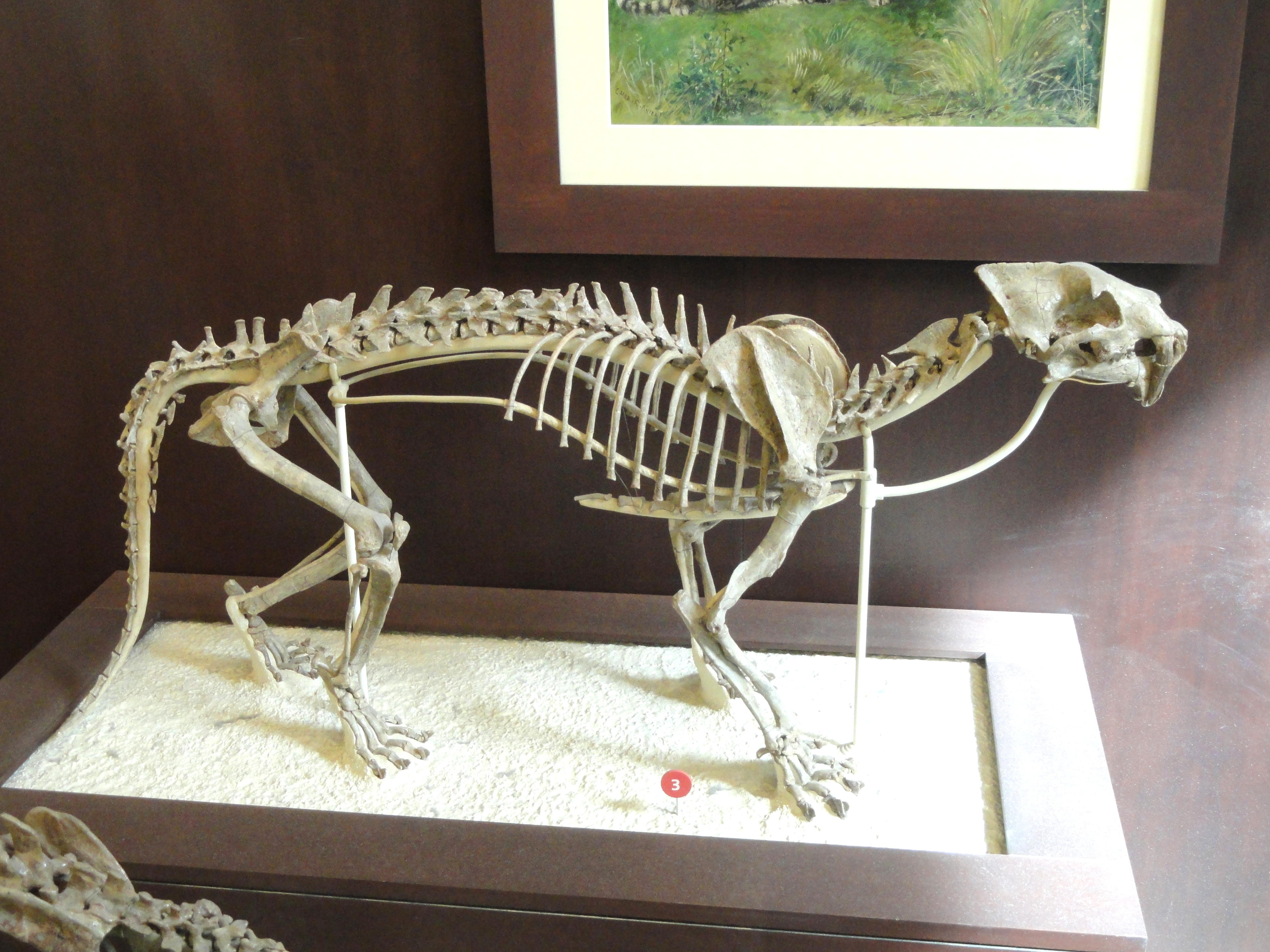
Скелет вида Hoplophoneus primaevus в музее естественной истории в Нью-Йорке

Изначально этот род был известен как Drepanodon, но был переименован благодаря известному палеонтологу Эдварду Дринкеру Копу в 1874 году. Палмер (1904) и Скотт и Йепсен (1936) сочли это название синонимом Drepanodon. Гоплофонеус был отнесён к гоплофонеидам (Hoplophoneidae) Флинном и Галиано в 1982 году, к нимравидам Брайентом в 1991 году, а к подсемейству Nimravinae — собственно Копом в 1974 году, а также Симпсоном (1941), Хафом (1949) и Мартином (1998).
Сейчас во всём мире имеется в общей сложности 26 коллекций останков гоплофонеуса, в США (в Орегоне, в Небраске, Южной Дакоте и Вайоминге) и Канаде (Саскачеван).

### Виды

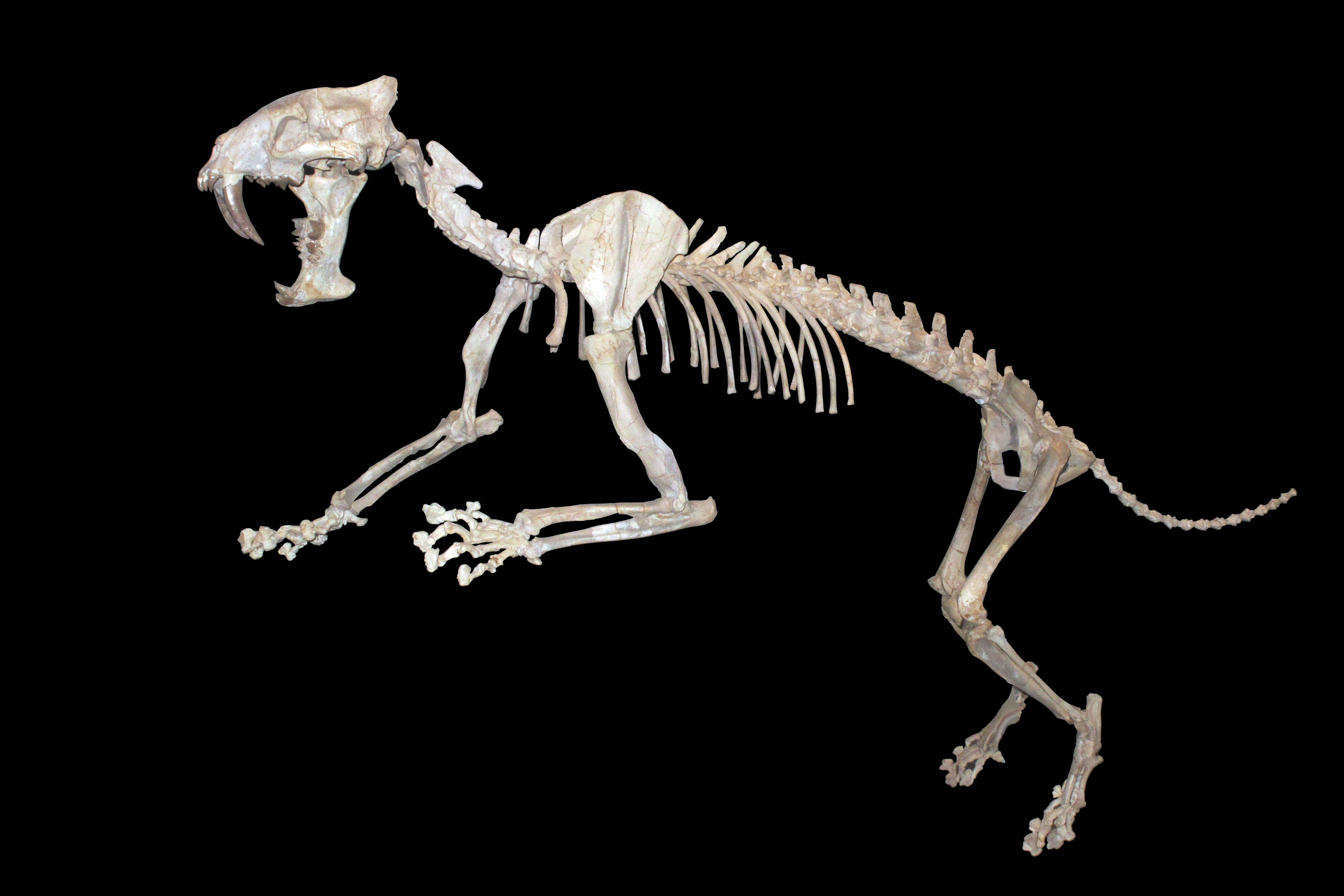
Скелет гоплофонеуса в музее естественной истории в Цюрихе

- H. dakotensis — открыт Хатчером в 1895 году.
- H. kurteni — описан Мартином в 1992 году.
- H. mentalis — первое описание выполнено Синклером в 1921 году, синонимом этой разновидности является H. oharrai.
- H. occidentalis — открыл Лейди в 1866 году, синонимичный таксон — Dinotomus atrox.
- H. primaevus — открыт Джозефом Лейди и Ричардом Оуэном в 1851 году (синонимы — H. insolens, H. latidens, H. marshi, H. molossus, H. robustus, Machaerodus oreodontis).
- H. sicarius — Синклер и Йепсен, 1927 год, синоним — Eusmilus sicanus.

## Общее описание

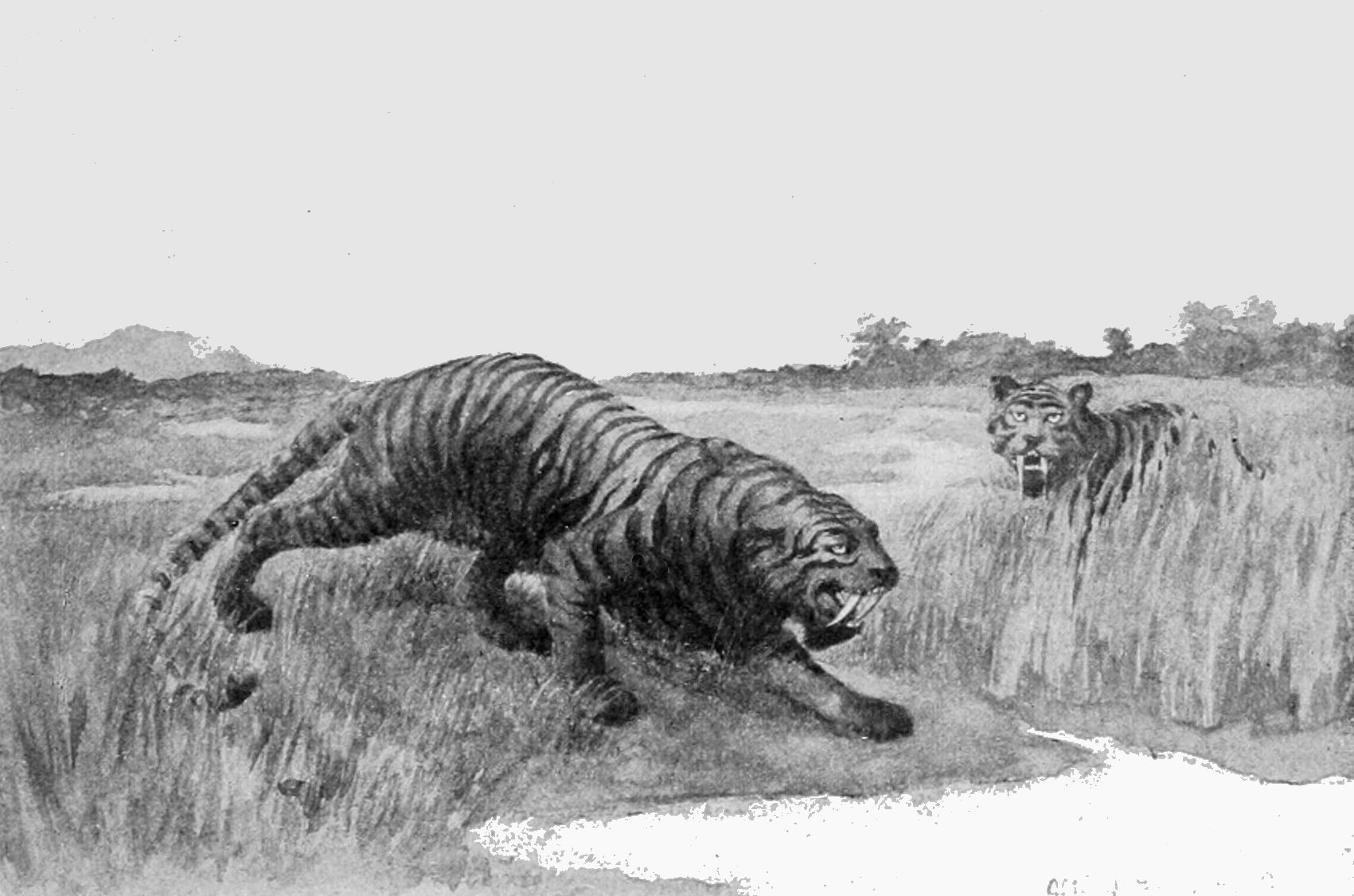
Иллюстрация 1898 года

Хоть гоплофонеус и не был кошкой в прямом смысле этого слова, по виду напоминал современных кошек больших размеров и имел столь же массивное тело, будучи не менее опасным, чем настоящие саблезубые кошки. Как и у его родственников, у гоплофонеуса было два длинных и острых костяных выступа (фланца), свисавших с нижней челюсти, особенно большими и массивными они были у видов H. sicarius и H. mentalis. Благодаря этому клыки получали бо́льшую опору и защиту, поскольку когда животное закрывало пасть, кончики этих самых верхних клыков выходили далеко за пределы нижней челюсти и, как и у родственника гоплофонеуса, эусмилуса, помещались в специальные мясистые «карманы».

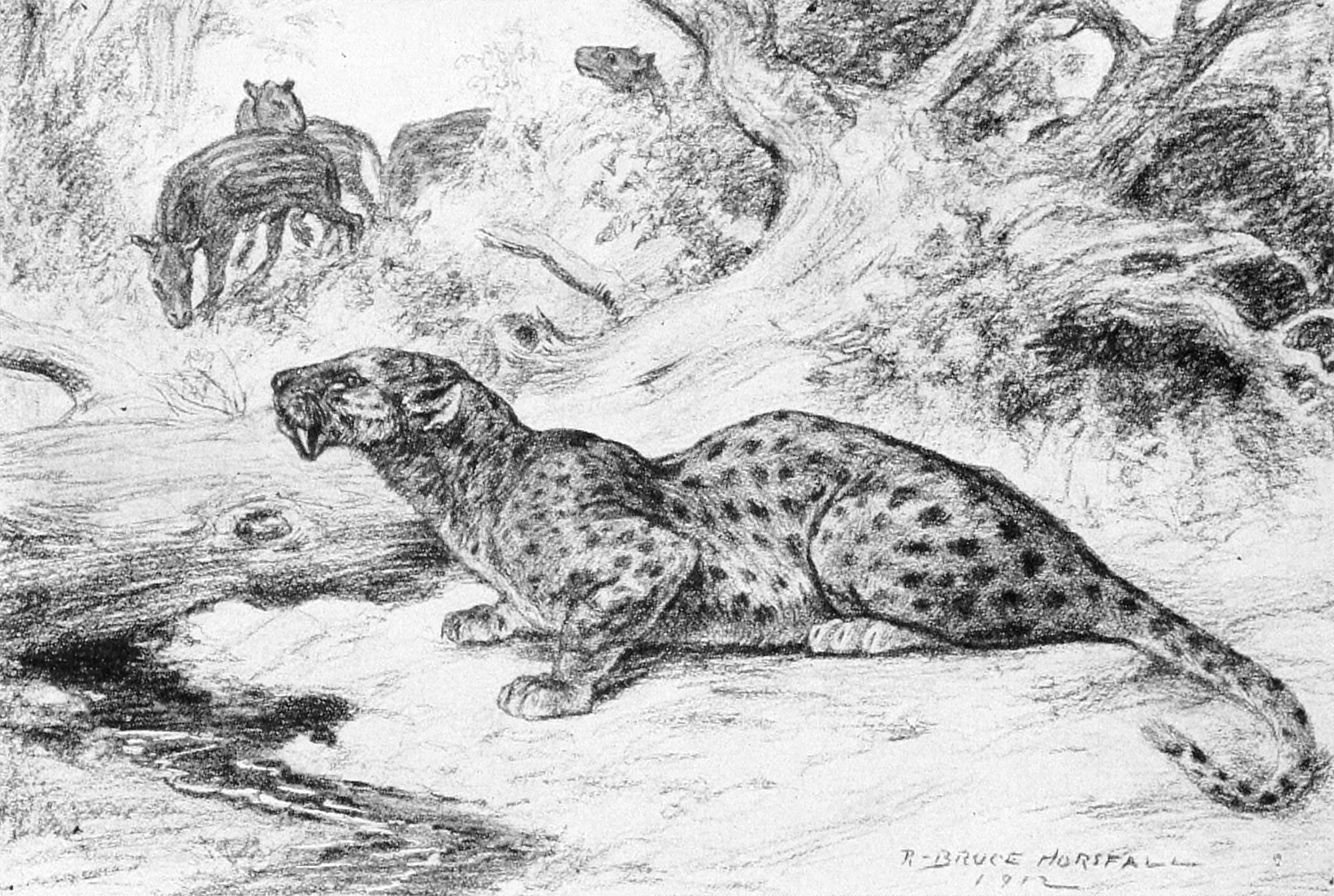
Реконструкция, выполненная Уильямом Берриманом Скоттом в 1913 году

Относительное короткие ноги гоплофонеуса подчёркивают, что он мог очень быстро достигать максимальной скорости бега, но, тем не менее, она была достаточно ограничена, поскольку его короткие лапы не могли за каждый шаг покрыть большое расстояние. В связи с этим предполагается, что гоплофонеус был засадным хищником, то есть он лежал в зарослях, поджидая жертву, прежде чем совершал резкий бросок из своего укрытия, начиная погоню прежде, чем жертва успеет как следует среагировать и убежать. Среди добычи гоплофонеуса, вероятно, были примитивные лошади мезогиппусы, которые не только уступали современных лошадям в размерах, но и питались разнообразными растениями, в том числе густыми и высокими, где мог спрятаться гоплофонеус; на питание исключительно травой лошади перешли позже. Это значительно облегчало гоплофонеусу задачу во время охоты.
В длину гоплофонеус достигал примерно 1,3 метра (в некоторых источниках сообщается, что он достигал метровой длины), вес его оценивается в 160 килограммов.